# Lista de prêmios e indicações recebidos por Avengers: Endgame
Avengers: Endgame é um filme de super-herói americano de 2019, baseado na equipe Vingadores da Marvel Comics, produzido pela Marvel Studios e distribuído pela Walt Disney Studios Motion Pictures. É a sequência direta de Avengers: Infinity War (2018) e o vigésimo segundo filme do Universo Cinematográfico Marvel (UCM). O filme foi dirigido por Anthony e Joe Russo e escrito por Christopher Markus e Stephen McFeely, e apresenta um ensemble cast que inclui Robert Downey Jr., Chris Evans, Mark Ruffalo, Chris Hemsworth, Scarlett Johansson, Jeremy Renner, Don Cheadle, Paul Rudd, Brie Larson, Karen Gillan, Danai Gurira, Benedict Wong, Jon Favreau, Bradley Cooper, Gwyneth Paltrow e Josh Brolin.
Avengers: Endgame estreou em Los Angeles em 22 de abril de 2019, e foi lançado nos Estados Unidos em 26 de abril. O filme recebeu elogios por sua direção, atuação, trilha sonora, sequências de ação, efeitos visuais e peso emocional, com muitos revisores elogiando seu ponto culminante da história de vinte e dois filmes. Ele arrecadou 2,798 bilhões de dólares em todo o mundo, superando toda a receita de Infinity War em apenas onze dias e quebrando vários recordes de bilheteria, tornando-se, inclusive, o filme de maior bilheteria de todos os tempos. O agregador de resenhas Rotten Tomatoes relatou um índice de aprovação de 94% pelos críticos.
O filme foi indicado para um Óscar, um Annie Award (na qual ganhou), um British Academy Film Award, três Critics' Choice Awards (ganhando duas), um Grammy Award, um Hollywood Film Award (que ganhou), quatro MTV Movie & TV Awards (vencendo três), onze Nickelodeon Kids' Choice Awards (ganhando dois), sete People's Choice Awards (ganhando três), dois Satellite Awards, quatorze Saturn Awards (ganhando seis), um Screen Actors Guild Award (que ganhou) e nove Teen Choice Awards (ganhando quatro). Muitos dos atores foram reconhecidos por seu trabalho, incluindo Downey (7 indicações), Johansson (6 indicações), Evans (5 indicações) e Brolin (5 indicações).

## Prêmios e indicações
| Premiação                                     | Data                    | Categoria                                                                 | Destinatário(s)                                                          | Resultado | Ref(s).       |
| --------------------------------------------- | ----------------------- | ------------------------------------------------------------------------- | ------------------------------------------------------------------------ | --------- | ------------- |
| Academy Awards                                | 9 de fevereiro de 2020  | Melhores Efeitos Visuais                                                  | Dan DeLeeuw, Matt Aitken, Russell Earl e Dan Sudick                      | Indicado  | [ 11 ]        |
| Annie Awards                                  | 25 de janeiro de 2020   | Excelência em Animação de Personagens em uma Produção de Ação Live-Action | Sidney Kombo-Kintombo                                                    | Venceu    | [ 12 ]        |
| Art Directors Guild                           | 1° de fevereiro de 2020 | Design de Produção em um Filme de Fantasia                                | Charles Wood                                                             | Venceu    | [ 13 ]        |
| Austin Film Critics Association               | 6 de janeiro de 2020    | Melhor Performance de Captura de Movimentos/Efeitos Especiais             | Mark Ruffalo                                                             | Indicado  | [ 14 ] [ 15 ] |
| Austin Film Critics Association               | 6 de janeiro de 2020    | Melhor Performance de Captura de Movimentos/Efeitos Especiais             | Josh Brolin                                                              | Venceu    | [ 14 ] [ 15 ] |
| Austin Film Critics Association               | 6 de janeiro de 2020    | Melhores Acrobacias                                                       | Avengers: Endgame                                                        | Indicado  | [ 14 ] [ 15 ] |
| BET Awards                                    | 23 de junho de 2019     | Melhor Ator                                                               | Chadwick Boseman                                                         | Indicado  | [ 16 ]        |
| British Academy Film Awards                   | 2 de fevereiro de 2020  | Melhores Efeitos Visuais                                                  | Dan DeLeeuw e Dan Sudick                                                 | Indicado  | [ 17 ]        |
| Casting Society of America                    | 30 de janeiro de 2020   | Prêmio Zeitgeist                                                          | Sarah Halley Finn, Chase Paris, Tara Feldstein Bennett e Jason B. Stamey | Indicado  | [ 18 ]        |
| Chicago Film Critics Association              | 14 de dezembro de 2019  | Melhor Uso de Efeitos Visuais                                             | Avengers: Endgame                                                        | Indicado  | [ 19 ]        |
| Costume Designers Guild                       | 28 de janeiro de 2020   | Excelência em Figurino para um Filme de Fantasia                          | Judianna Makovsky                                                        | Indicado  | [ 20 ]        |
| Critics' Choice Movie Awards                  | 12 de janeiro de 2020   | Melhores Efeitos Visuais                                                  | Avengers: Endgame                                                        | Venceu    | [ 21 ]        |
| Critics' Choice Movie Awards                  | 12 de janeiro de 2020   | Melhor Filme de Ação                                                      | Avengers: Endgame                                                        | Venceu    | [ 21 ]        |
| Critics' Choice Movie Awards                  | 12 de janeiro de 2020   | Melhor Filme de Ficção Científica/Terror                                  | Avengers: Endgame                                                        | Indicado  | [ 21 ]        |
| Dragon Awards                                 | 13 de setembro de 2019  | Melhor Filme de Ficção Científica ou Fantasia                             | Avengers: Endgame                                                        | Venceu    | [ 22 ]        |
| Florida Film Critics Circle                   | 23 de dezembro de 2019  | Melhores Efeitos Visuais                                                  | Avengers: Endgame                                                        | 2º lugar  | [ 23 ]        |
| Golden Reel Awards                            | 19 de janeiro de 2020   | Longa-metragem - Diálogo/ADR                                              | Daniel Laurie, Shannon Mills, Jacob Riehle e Brad Semenoff               | Indicado  | [ 24 ]        |
| Golden Reel Awards                            | 19 de janeiro de 2020   | Longa-metragem - Efeitos Sonoros/Foley                                    | Avengers: Endgame                                                        | Indicado  | [ 24 ]        |
| Golden Tomato Awards                          | 9 de janeiro de 2020    | Lançamento Nacional de Melhor Avaliação                                   | Avengers: Endgame                                                        | Venceu    | [ 25 ] [ 26 ] |
| Golden Tomato Awards                          | 9 de janeiro de 2020    | Melhor Filme de Quadrinhos/Novela Gráfica                                 | Avengers: Endgame                                                        | Venceu    | [ 25 ] [ 26 ] |
| Golden Trailer Awards                         | 29 de maio de 2019      | Melhor Aventura de Fantasia                                               | "Reflections" (MOCEAN)                                                   | Venceu    | [ 27 ]        |
| Golden Trailer Awards                         | 29 de maio de 2019      | Melhor Trilha Sonora Original                                             | "Capstone" (MOCEAN)                                                      | Indicado  | [ 27 ]        |
| Golden Trailer Awards                         | 29 de maio de 2019      | Melhor TV Spot de Ação (para um Longa-metragem)                           | "Super Bowl Spot" (The Hive)                                             | Indicado  | [ 27 ]        |
| Golden Trailer Awards                         | 29 de maio de 2019      | Melhor TV Spot de Aventura de Fantasia (para um Longa-metragem)           | "Overpower" (MOCEAN)                                                     | Venceu    | [ 27 ]        |
| Golden Trailer Awards                         | 29 de maio de 2019      | Melhor Pôster de Aventura de Fantasia                                     | "Payoff One-Sheet" (LA/Lindeman Associates)                              | Indicado  | [ 27 ]        |
| Golden Trailer Awards                         | 29 de maio de 2019      | Melhor Pôster Internacional                                               | "Payoff One-Sheet" (LA/Lindeman Associates)                              | Indicado  | [ 27 ]        |
| Grammy Awards                                 | 26 de janeiro de 2020   | Melhor Trilha Orquestrada de Mídia Visual                                 | Alan Silvestri                                                           | Indicado  | [ 28 ]        |
| Harvey Award                                  | 4 de outubro de 2019    | Melhor Adaptação de Quadrinhos                                            | Avengers: Endgame                                                        | Indicado  | [ 29 ]        |
| Hollywood Critics Association                 | 9 de janeiro de 2020    | Melhor Elenco                                                             | Avengers: Endgame                                                        | Indicado  | [ 30 ] [ 31 ] |
| Hollywood Critics Association                 | 9 de janeiro de 2020    | Melhor Filme de Ação/Guerra                                               | Avengers: Endgame                                                        | Indicado  | [ 30 ] [ 31 ] |
| Hollywood Critics Association                 | 9 de janeiro de 2020    | Melhor Blockbuster                                                        | Avengers: Endgame                                                        | Venceu    | [ 30 ] [ 31 ] |
| Hollywood Critics Association                 | 9 de janeiro de 2020    | Melhor Trabalho de Dublês                                                 | Avengers: Endgame                                                        | Indicado  | [ 30 ] [ 31 ] |
| Hollywood Critics Association                 | 9 de janeiro de 2020    | Melhores Efeitos Visuais                                                  | Dan DeLeeuw, Matt Aitken, Russell Earl e Dan Sudick                      | Venceu    | [ 30 ] [ 31 ] |
| Hollywood Critics Association                 | 9 de janeiro de 2020    | Melhor Performance Animada ou com Efeitos Visuais                         | Josh Brolin                                                              | Indicado  | [ 30 ] [ 31 ] |
| Hollywood Film Awards                         | 3 de novembro de 2019   | Prêmio Blockbuster de Hollywood                                           | Kevin Feige e Victoria Alonso                                            | Venceu    | [ 32 ]        |
| Hollywood Music in Media Awards               | 20 de novembro de 2019  | Melhor Trilha Sonora Original – Ficção Científica/Fantasia                | Alan Silvestri                                                           | Venceu    | [ 33 ]        |
| Hollywood Professional Association            | 21 de novembro de 2019  | Melhores Efeitos Visuais – Longa-metragem                                 | Matt Aitken, Sidney Kombo, Sean Noel Walker, David Conley e Marvyn Young | Indicado  | [ 34 ]        |
| Houston Film Critics Society                  | 2 de janeiro de 2020    | Melhores Efeitos Visuais                                                  | Avengers: Endgame                                                        | Indicado  | [ 35 ] [ 36 ] |
| Hugo Award                                    | 1º de agosto de 2020    | Melhor Apresentação Dramática, Forma Longa                                | Avengers: Endgame                                                        | Indicado  | [ 37 ] [ 38 ] |
| Make-Up Artists and Hair Stylists Guild       | 11 de janeiro de 2020   | Filme de Longa-metragem: Melhor Maquiagem Contemporânea                   | John Blake e Francisco Perez                                             | Indicado  | [ 39 ] [ 40 ] |
| Movieguide Awards                             | 24 de janeiro de 2020   | Melhor Filme para Audiências Maduras                                      | Avengers: Endgame                                                        | Indicado  | [ 41 ] [ 42 ] |
| MTV Movie & TV Awards                         | 17 de junho de 2019     | Melhor Filme                                                              | Avengers: Endgame                                                        | Venceu    | [ 43 ]        |
| MTV Movie & TV Awards                         | 17 de junho de 2019     | Melhor Herói                                                              | Robert Downey Jr.                                                        | Venceu    | [ 43 ]        |
| MTV Movie & TV Awards                         | 17 de junho de 2019     | Melhor Vilão                                                              | Josh Brolin                                                              | Venceu    | [ 43 ]        |
| MTV Movie & TV Awards                         | 17 de junho de 2019     | Melhor Luta                                                               | Capitão América vs. Thanos                                               | Indicado  | [ 43 ]        |
| National Film & TV Awards                     | 3 de dezembro de 2019   | Melhor Longa-metragem                                                     | Avengers: Endgame                                                        | Indicado  | [ 44 ] [ 45 ] |
| National Film & TV Awards                     | 3 de dezembro de 2019   | Melhor Ator                                                               | Robert Downey Jr.                                                        | Indicado  | [ 44 ] [ 45 ] |
| National Film & TV Awards                     | 3 de dezembro de 2019   | Melhor Atriz                                                              | Scarlett Johansson                                                       | Indicado  | [ 44 ] [ 45 ] |
| National Film & TV Awards                     | 3 de dezembro de 2019   | Melhor Performance em um Filme                                            | Mark Ruffalo                                                             | Indicado  | [ 44 ] [ 45 ] |
| National Film & TV Awards                     | 3 de dezembro de 2019   | Melhor Performance em um Filme                                            | Don Cheadle                                                              | Indicado  | [ 44 ] [ 45 ] |
| National Film & TV Awards                     | 3 de dezembro de 2019   | Melhor Produtor                                                           | Kevin Feige                                                              | Indicado  | [ 44 ] [ 45 ] |
| Nickelodeon Kids' Choice Awards               | 2 de maio de 2020       | Filme Favorito                                                            | Avengers: Endgame                                                        | Venceu    | [ 46 ]        |
| Nickelodeon Kids' Choice Awards               | 2 de maio de 2020       | Melhor Ator de Filme                                                      | Chris Evans                                                              | Indicado  | [ 46 ]        |
| Nickelodeon Kids' Choice Awards               | 2 de maio de 2020       | Melhor Ator de Filme                                                      | Chris Hemsworth                                                          | Indicado  | [ 46 ]        |
| Nickelodeon Kids' Choice Awards               | 2 de maio de 2020       | Melhor Atriz de Filme                                                     | Scarlett Johansson                                                       | Indicado  | [ 46 ]        |
| Nickelodeon Kids' Choice Awards               | 2 de maio de 2020       | Melhor Atriz de Filme                                                     | Brie Larson (também por Captain Marvel)                                  | Indicado  | [ 46 ]        |
| Nickelodeon Kids' Choice Awards               | 2 de maio de 2020       | Super-herói Favorito                                                      | Robert Downey Jr.                                                        | Indicado  | [ 46 ]        |
| Nickelodeon Kids' Choice Awards               | 2 de maio de 2020       | Super-herói Favorito                                                      | Chris Evans                                                              | Indicado  | [ 46 ]        |
| Nickelodeon Kids' Choice Awards               | 2 de maio de 2020       | Super-herói Favorito                                                      | Chris Hemsworth                                                          | Indicado  | [ 46 ]        |
| Nickelodeon Kids' Choice Awards               | 2 de maio de 2020       | Super-herói Favorito                                                      | Tom Holland (também por Spider-Man: Far From Home)                       | Venceu    | [ 46 ]        |
| Nickelodeon Kids' Choice Awards               | 2 de maio de 2020       | Super-herói Favorito                                                      | Scarlett Johansson                                                       | Indicado  | [ 46 ]        |
| Nickelodeon Kids' Choice Awards               | 2 de maio de 2020       | Super-herói Favorito                                                      | Brie Larson (também por Captain Marvel)                                  | Indicado  | [ 46 ]        |
| People's Choice Awards                        | 10 de novembro de 2019  | Filme de 2019                                                             | Avengers: Endgame                                                        | Venceu    | [ 47 ]        |
| People's Choice Awards                        | 10 de novembro de 2019  | Filme de Ação de 2019                                                     | Avengers: Endgame                                                        | Venceu    | [ 47 ]        |
| People's Choice Awards                        | 10 de novembro de 2019  | Estrela de Cinema Masculina de 2019                                       | Robert Downey Jr.                                                        | Venceu    | [ 47 ]        |
| People's Choice Awards                        | 10 de novembro de 2019  | Estrela de Cinema Masculina de 2019                                       | Chris Hemsworth                                                          | Indicado  | [ 47 ]        |
| People's Choice Awards                        | 10 de novembro de 2019  | Estrela de Cinema Feminina de 2019                                        | Scarlett Johansson                                                       | Indicado  | [ 47 ]        |
| People's Choice Awards                        | 10 de novembro de 2019  | Estrela de Filme de Ação de 2019                                          | Robert Downey Jr.                                                        | Indicado  | [ 47 ]        |
| People's Choice Awards                        | 10 de novembro de 2019  | Estrela de Filme de Ação de 2019                                          | Chris Evans                                                              | Indicado  | [ 47 ]        |
| San Diego Film Critics Society                | 9 de dezembro de 2019   | Melhores Efeitos Visuais                                                  | Avengers: Endgame                                                        | Indicado  | [ 48 ] [ 49 ] |
| Satellite Awards                              | 19 de dezembro de 2019  | Melhor Som (Edição e Mixagem)                                             | Shannon Mills, Daniel Laurie, Tom Johnson, Juan Peralta e John Pritchett | Indicado  | [ 50 ]        |
| Satellite Awards                              | 19 de dezembro de 2019  | Melhores Efeitos Visuais                                                  | Dan DeLeeuw, Matt Aitken, Russell Earl e Dan Sudick                      | Indicado  | [ 50 ]        |
| Saturn Awards                                 | 13 de setembro de 2019  | Melhor Filme Adaptado de Quadrinhos                                       | Avengers: Endgame                                                        | Venceu    | [ 51 ] [ 52 ] |
| Saturn Awards                                 | 13 de setembro de 2019  | Melhor Ator                                                               | Robert Downey Jr.                                                        | Venceu    | [ 51 ] [ 52 ] |
| Saturn Awards                                 | 13 de setembro de 2019  | Melhor Ator                                                               | Chris Evans                                                              | Indicado  | [ 51 ] [ 52 ] |
| Saturn Awards                                 | 13 de setembro de 2019  | Melhor Ator Coadjuvante                                                   | Jeremy Renner                                                            | Indicado  | [ 51 ] [ 52 ] |
| Saturn Awards                                 | 13 de setembro de 2019  | Melhor Atriz Coadjuvante                                                  | Karen Gillan                                                             | Indicado  | [ 51 ] [ 52 ] |
| Saturn Awards                                 | 13 de setembro de 2019  | Melhor Atriz Coadjuvante                                                  | Scarlett Johansson                                                       | Indicado  | [ 51 ] [ 52 ] |
| Saturn Awards                                 | 13 de setembro de 2019  | Melhor Diretor                                                            | Anthony e Joe Russo                                                      | Indicado  | [ 51 ] [ 52 ] |
| Saturn Awards                                 | 13 de setembro de 2019  | Melhor Roteiro                                                            | Christopher Markus e Stephen McFeely                                     | Indicado  | [ 51 ] [ 52 ] |
| Saturn Awards                                 | 13 de setembro de 2019  | Melhor Design de Produção                                                 | Charles Wood                                                             | Venceu    | [ 51 ] [ 52 ] |
| Saturn Awards                                 | 13 de setembro de 2019  | Melhor Edição                                                             | Jeffrey Ford e Matthew Schmidt                                           | Venceu    | [ 51 ] [ 52 ] |
| Saturn Awards                                 | 13 de setembro de 2019  | Melhor Música                                                             | Alan Silvestri                                                           | Indicado  | [ 51 ] [ 52 ] |
| Saturn Awards                                 | 13 de setembro de 2019  | Melhor Design de Figurino                                                 | Judianna Makovsky                                                        | Indicado  | [ 51 ] [ 52 ] |
| Saturn Awards                                 | 13 de setembro de 2019  | Melhor Maquiagem                                                          | John Blake e Brian Sipe                                                  | Venceu    | [ 51 ] [ 52 ] |
| Saturn Awards                                 | 13 de setembro de 2019  | Melhores Efeitos Especiais                                                | Avengers: Endgame                                                        | Venceu    | [ 51 ] [ 52 ] |
| Screen Actors Guild Awards                    | 19 de janeiro de 2020   | Melhor Elenco de Dublês em um Filme                                       | Avengers: Endgame                                                        | Venceu    | [ 53 ]        |
| Seattle Film Critics Society                  | 16 de dezembro de 2019  | Melhor Coreografia de Ação                                                | Avengers: Endgame                                                        | Indicado  | [ 54 ]        |
| Seattle Film Critics Society                  | 16 de dezembro de 2019  | Melhores Efeitos Visuais                                                  | Dan DeLeeuw, Matt Aitken, Russell Earl e Dan Sudick                      | Indicado  | [ 54 ]        |
| St. Louis Film Critics Association            | 15 de dezembro de 2019  | Melhores Efeitos Visuais                                                  | Avengers: Endgame                                                        | Venceu    | [ 55 ]        |
| St. Louis Film Critics Association            | 15 de dezembro de 2019  | Melhor Trilha Sonora                                                      | Alan Silvestri                                                           | Indicado  | [ 55 ]        |
| St. Louis Film Critics Association            | 15 de dezembro de 2019  | Melhor Filme de Ação                                                      | Avengers: Endgame                                                        | 2º lugar  | [ 55 ]        |
| St. Louis Film Critics Association            | 15 de dezembro de 2019  | Melhor Cena                                                               | "Avengers Assemble"                                                      | Indicado  | [ 55 ]        |
| Teen Choice Awards                            | 11 de agosto de 2019    | Melhor Filme de Ação                                                      | Avengers: Endgame                                                        | Venceu    | [ 56 ]        |
| Teen Choice Awards                            | 11 de agosto de 2019    | Melhor Ator de Filme de Ação                                              | Robert Downey Jr.                                                        | Venceu    | [ 56 ]        |
| Teen Choice Awards                            | 11 de agosto de 2019    | Melhor Ator de Filme de Ação                                              | Chris Evans                                                              | Indicado  | [ 56 ]        |
| Teen Choice Awards                            | 11 de agosto de 2019    | Melhor Ator de Filme de Ação                                              | Chris Hemsworth                                                          | Indicado  | [ 56 ]        |
| Teen Choice Awards                            | 11 de agosto de 2019    | Melhor Ator de Filme de Ação                                              | Paul Rudd                                                                | Indicado  | [ 56 ]        |
| Teen Choice Awards                            | 11 de agosto de 2019    | Melhor Atriz de Filme de Ação                                             | Scarlett Johansson                                                       | Venceu    | [ 56 ]        |
| Teen Choice Awards                            | 11 de agosto de 2019    | Melhor Atriz de Filme de Ação                                             | Brie Larson                                                              | Indicado  | [ 56 ]        |
| Teen Choice Awards                            | 11 de agosto de 2019    | Melhor Atriz de Filme de Ação                                             | Zoe Saldana                                                              | Indicado  | [ 56 ]        |
| Teen Choice Awards                            | 11 de agosto de 2019    | Melhor Vilão de Filme                                                     | Josh Brolin                                                              | Venceu    | [ 56 ]        |
| Visual Effects Society Awards                 | 29 de janeiro de 2020   | Excelência em Efeitos Visuais em um Recurso Fotorrealista                 | Dan DeLeeuw, Jen Underdahl, Russell Earl, Matt Aitken e Dan Sudick       | Indicado  | [ 57 ]        |
| Visual Effects Society Awards                 | 29 de janeiro de 2020   | Excelência em Animação de Personagem em um Recurso Fotorrealista          | Kevin Martel, Ebrahim Jahromi, Sven Jensen e Robert Allman               | Indicado  | [ 57 ]        |
| Visual Effects Society Awards                 | 29 de janeiro de 2020   | Excelência em Composição em um Recurso Fotorrealista                      | Tim Walker, Blake Winder, Tobias Wiesner e Joerg Bruemmer                | Indicado  | [ 57 ]        |
| Washington D.C. Area Film Critics Association | 8 de dezembro de 2019   | Melhor Performance de Captura de Movimentos                               | Josh Brolin                                                              | Venceu    | [ 58 ]        |
| World Soundtrack Awards                       | 18 de outubro de 2019   | Compositor de Filme do Ano                                                | Alan Silvestri                                                           | Indicado  | [ 59 ]        |